# Diellza Musa
Diellza Musa (ur. 29 listopada 1997 w Mitrowicy) – albańsko-kosowska piłkarka. W 2015 roku należała do albańskiej reprezentacji U-19, a w 2017 roku do reprezentacji Kosowa.